# باوسانياس (جغرافي)

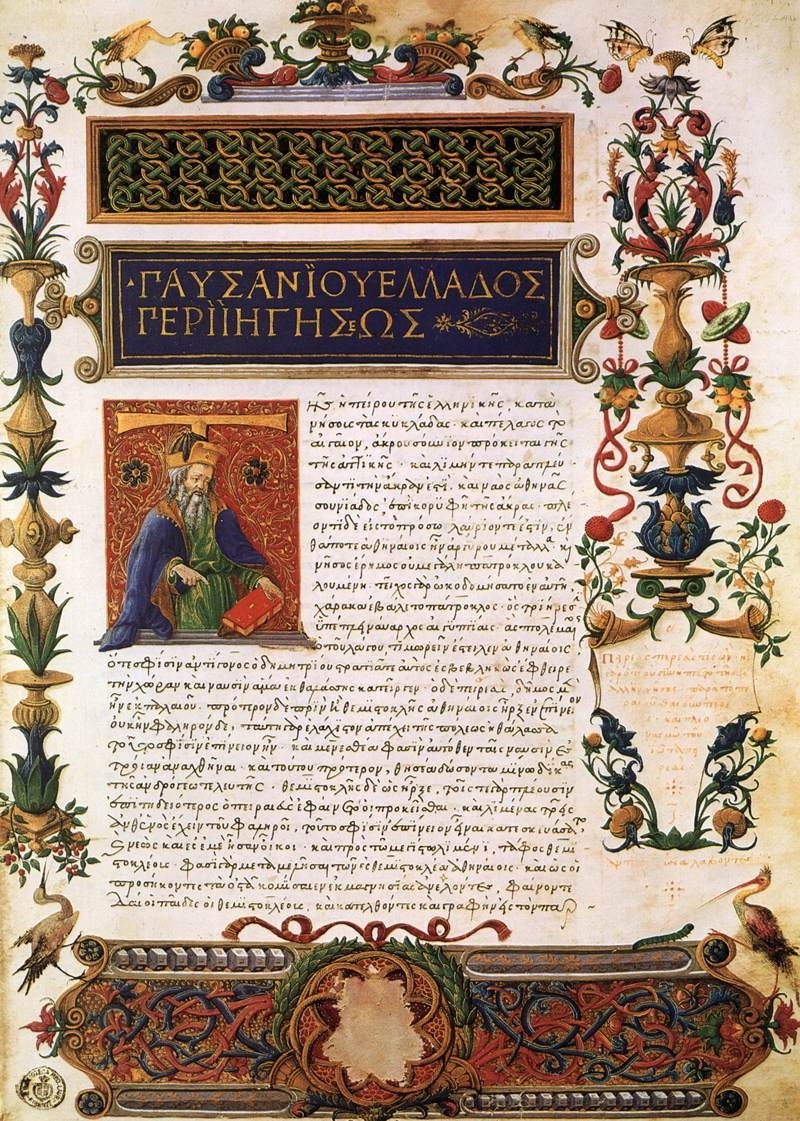
مخطوطة عام 1485م، لكتاب "وصف اليونان" لمؤلفه باوسانياس في مكتبة لورانس

باوسانياس (بالإنجليزية: Pausanias)، (بالإغريقية: Παυσανίας)، عاش (من 110 - 180 بعد الميلاد)، وهو رحّالةٌ وجغرافيٌّ يونانيّ من القرن الثاني بعد الميلاد، عاش أبّان عهود الأباطرة الرومانيين هادريان وأنطونيوس بيوس وماركوس أوريليوس. اشتهر بعمله «وصف اليونان»، وهو عمل طويل وصف به المؤلف حال اليونان قديماً بالاستعانةِ بملاحظاته الشخصيّة. ويُعَدُّ هذا العمل مهمّاً لإنشاء روابطٍ بين الأدب الكلاسيكيّ وعلم الآثار الحديث.
يقيّمه آندرو ستيوارت كالآتي:
كاتبٌ دقيق ومترجّل... لا يهتم بالعظمة والجماليّة فقط، بل حتى في الرؤى النادرة والطقوس الغامضة. وأحياناً يكون غافلاً أو يستنتج استنتاجاتٍ لا مبرر لها، وإرشاداته وملاحظاته الشخصيّة تضلّه أحياناً، إلا أنّ صدقه لا يُشكّك فيه، وتقديره لا يصل إليه أحد 

## سيرته
وُلِدَ باوسانياس في عام 110 ميلادي من عائلة يونانية، في ماغنيسيا سيپليوم (مانيسا حاليًّا) في إقليم ليديا غربيّ آسيا الصغرى (الأناضول)؛ عُرِفَ عنه أنه كان قد اعتاد بلوغ الساحل الغربي للأناضول (آسيا الصغرى)، إلا أنه سافر ما يقطع حدود إيونية لمسافات بعيدة جداً. قبل أن يوافي اليونان، زار قبلها أنطاكية ويافا والقدس (أورشليم) وضفاف نهر الأردن. ورأى الأهرامات في مصر. وبينما كان في معبد آمون، سُمِّعَ ترنيمةً عند القبر كان صاحبها بندار. وفي مقدونيا، رأى قبراً زعموا أنه يعود لأورفيوس في ليبيثرا (ليڤيثرا الحاليّة). وفي سفره لإيطاليا رأى مدن كامبانيا وعجائب روما. وعُرِفَ عنه أنه كان من الأوائل للكتابةِ عن حطام طروادة وترواس الإسكندرية وموكناي.

## أعماله
يتألف كتابه «وصف اليونان» من عشرة مجلدات، كلُّ مجلّدٍ يتكلّم عن جزءٍ معيّنٍ من اليونان. يبتدئ جولته ليكتب عن أتيكا (ττικά) وبالخصوص حول مدينة أثينا وضواحيها. أما المجلّدات الأخرى فيصف بها كورنث (Κορινθιακά) (المجلّد الثاني)، ولاكونيا (Λακωνικά) (المجلّد الثالث)، وميسينيا (Μεσσηνιακά) (المجلّد الرابع)، وأيليس (λιακ ν) (المجلّدان الخامس والسادس)، وآخايا (χαικά) (المجلّد السابع)، وأركاديا (ρκαδικά) (المجلّد الثامن)، وبيوتيا (Βοιωτικά) (المجلّد التاسع)، وفوكيس (Φωκικά) ولوكريس الأوزوليّة (Λοκρ ν ζόλων) (المجلّد العاشر). وهذا المشروع لا يتناول الطبوغرافيا فحسب، بل حتى الجغرافيا الثقافيّة. انتقل باوسانياس في كتابه من وصف المواضيع الأثرية والفنّيّة إلى عرض الأسس الأسطورية والتاريخية التي ولدتهم. ككاتبٍ يونانيّ تحت رعاية الإمبرواطورية الرومانيّة، وقع باوسانياس في حيّزٍ حضاريٍّ حرج، بين انتصارات اليونان الذي تشوّق للكتابةِ عنها وحقيقةِ كون اليونان تنظر إلى روما كإمبراطوريةٍ استعماريّة متسلّطة. فنرى في عمله علاماتٍ تشير إلى محاولاتٍ له لاجتياز ذلك الحيز وتأسيس هويّةٍ جديدةٍ لليونان الرومانيّة.
لم يكن باوسانياس عالم طبيعة بأي حال، إلا أننا نجده من حينٍ إلى آخر يعلّق على مناظر اليونان الطبيعيّة الملموسة. فيكتب عن أشجار الصنوبر على السواحل الرمليّة في أيليس، وعن الغزلان والخنازير البريّة في غابات البلّوط في فيلوي (سيليانا)، وعن الغربان وسط أشجار البلّوط الضخمة في ألالكوميناي. والكلام عن مخلوقات الطبيعة ذُكِرَ تحديداً في الأقسام الأخيرة من الكتاب، فكتب أيضاً عن الفراولة الموجودة على جبل هيليكون، ونخيل التمر في أوليس، وزيت الزيتون في تيثوريا، والسلاحف في أركاديا، وطيور الشحرور البيضاء على جبل كيليني.
في موطنه اليونان، ينصب اهتمام باوسانياس على وصف الفنّ الدينيّ والعِماريّ في أوليمبيا ودلفي على وجه الخصوص. وعلى الرغم من ذلك فإنه وحتى في أقصى مناطق اليونان، يهتمّ بكل أنواع رسوم الآلهة والآثار المقدّسة، والأغراضِ القدسيّةِ والغامضة. فهناك في مدينةِ طيبة، يرى دروعاً تعود إلى قتلى معركة ليوكترا، ويرى حطام منزل بندار، وتماثيل هسيود وآريون وثاموريس وأورفيوس في بساتين الميوزات (إلهات الإلهام) على جبل هيليكون، فضلاً عن رؤيته لوحة الشاعرة كورينّا ومدينة تاناغرا وكذلك لوحة المؤرّخ اليونانيّ بوليبيوس في مُدُنِ أركاديا.
لباوسانياس غرائزُ خبيرٍ بالآثار، وكما قال المؤرّخ وعالم النّقائش الألمانيّ كريستيان هابيشت:
بصورةٍ عامّة، يفضّل باوسانياس القديمَ على الحديث، والمقدّس على المدنّس. بخصوصِ الفنون اليونانيّة، فهناك الكثيرُ في العصر الكلاسيكيّ منه في العصر الحديث، هناك الكثير عن المعابد والهياكل وصور الآلهة منها عن البنايات العامة وتماثيل السياسيّين. توجدُ بعضُ الأبنية ذات أهميةٍ كبيرة، كرواق أتالوس في الأغورا القديمة في أثينا (والذي أعيد بناؤها على يد هومر ثومبسون) أو شرقيةِ هيروديس أتيكوس في أوليمبيا- ورغم أهمّيتها إلا أنها لم تُذكَر بتاتاً.

## مزيد من القراءة
- Arafat, K.W. 1992. "Pausanias' Attitude to Antiquities." Annual of the British School at Athens 87: 387-409.
- Akujärvi, J. 2005. Researcher, Traveller, Narrator: Studies in Pausanias’ Periegesis. Studia graeca et latina lundensia 12. Stockholm: Almqvist & Wiksell.
- Alcock, S., J. Cherry, and J. Elsner, eds. 2001. Pausanias: Travel and Memory in Roman Greece. Oxford: Oxford Univ. Press.
- Arafat, K. 1996. Pausanias’ Greece: Ancient Artists and Roman Rulers. Cambridge, UK: Cambridge Univ. Press.
- Diller, A. 1957. "The Manuscripts of Pausanias." Transactions of the American Philological Association 88:169–188.
- Habicht, C. 1984. "Pausanias and the Evidence of Inscriptions." Classical Antiquity 3:40–56.
- Habicht, C. 1998. Pausanias’ Guide to Ancient Greece. 2d ed. Sather Classical Lectures 50. Berkeley: Univ. of California Press.
- Hutton, W. E. 2005. Describing Greece: Landscape and Literature in the Periegesis of Pausanias. Greek Culture in the Roman World. Cambridge, UK: Cambridge Univ. Press.
- Pirenne-Delforge, V. 2008. Retour à la Source: Pausanias et la Religion Grecque. Kernos Supplément 20. Liège, Belgium: Centre International d‘Étude de la Religion Grecque.
- Pretzler, Maria. 2005. "Pausanias and Oral Tradition." Classical Quarterly 55.1: 235-249.
- Pretzler, M. 2007. Pausanias: Travel Writing in Ancient Greece. Classical Literature and Society. London: Duckworth.
- Pretzler, Maria. 2004, "Turning Travel into Text: Pausanias at Work" Greece & Rome 51.2: 199–216.
- Sanchez Hernandez, Juan Pablo. 2016. "Pausanias and Rome's Eastern Trade." Mnemosyne 69.6: 955-977.

## وصلات خارجية
- باوسانياس على موقع الموسوعة البريطانية (الإنجليزية)
- Description of Greece, tr. W.H.S. Jones and H.A. Ormerod (1918)
- Description of Greece, Jones translation at Theoi Project
- Bibliography (in French)
- "The Oldest Guide-Book in the World", Charles Whibley in Macmillan's Magazine, Vol. LXXVII, Nov. 1897 to Apr. 1898, pp. 415–421.
- Andrew Stewart, One Hundred Greek Sculptors, Their Careers and Extant Works
- هذه المقالة تتضمن نصاً من منشور أصبح الآن في الملكية العامة: Chisholm, Hugh, ed. (1911). "Pausanias (traveller)". Encyclopædia Britannica (بالإنجليزية) (11th ed.). Cambridge University Press. Vol. 20.
- G. Hawes, Rationalizing myth in antiquity. Oxford: OUP, 2013 {{ISBN 9780199672776}} contains much discussion of Pausanias’ sceptical approaches to myth.